# Nagrobek Bolesława Chrobrego

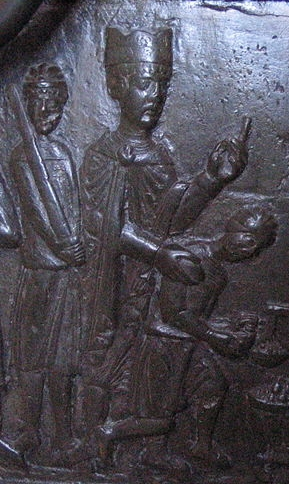
Bolesław Chrobry, fragment Drzwi Gnieźnieńskich, XII w.

Nagrobek Bolesława Chrobrego (inc.: Hic iacet in tumba princeps...) – średniowieczny polski epigraf w języku łacińskim, poświęcony Bolesławowi Chrobremu.

## Okoliczności powstania
Utwór zachował się w 10 kopiach, z których najstarsza pochodzi z 1490 r. Nagrobek wzmiankowano też wielokrotnie lub notowano jego incipit, począwszy od roku 1422. Badacze nie są zgodni w kwestii czasu powstania oryginału i pierwotnego brzmienia niektórych wyrazów oraz układu wersów. Według niektórych tekst mógł zostać napisany w XIV w., zaś autorem mógł być biskup poznański Jan Łodzia – twórca hymnów religijnych. Inni badacze sugerują, że utwór powstał w XII, a nawet w XI w. Epigraf znajdował się w katedrze poznańskiej na wzniesionym w XIV w. przez Kazimierza Wielkiego grobowcu Bolesława Chrobrego, zniszczonym w XVIII w. Grobowiec wykorzystywał prawdopodobnie starszą płytę inskrypcyjną. 

## Budowa i treść utworu
Utwór składa się z 14 wersów leonińskich, w których wyrazy przed średniówką są rymowane z wyrazami na końcu wersu, zaś współbrzmienie obejmuje dwie głoski.
Pierwszy wers, jedyny napisany w 3 osobie liczby pojedynczej, zawiera określenie władca, szlachetna gołębica, będące odmianą toposu sine felle columba (gołębica bez skazy), który funkcjonował od IV w. i cieszył się popularnością w średniowiecznych epitafiach. Odmienna forma gramatyczna pierwszego wersu może wynikać z tego, że został on dodany później do istniejącego już utworu.
Od drugiego wersu wypowiedź kierowana jest w 2 osobie liczby pojedynczej do zmarłego króla. Taka konwencja była ówcześnie dość nietypowa, ponieważ w  średniowiecznych epitafiach dominował monolog zmarłego skierowany do żyjących. Również aklamacje pochwalne (np. Sławny wodzu, chwała ci, mężny Bolesławie) nie były często spotykanie w średniowiecznej epigrafice.
W Nagrobku łączą się dwa wątki treściowe. Pierwszy stanowi pochwałę Bolesława jako chrześcijanina i zawiera elementy wspólne z ówczesną hagiografią (np. określenie athleta Cristi – zapaśnik Boga – używane też przez Brunona z Kwerfurtu w stosunku do św. Wojciecha). Drugi wątek jest pochwałą Bolesława jako króla. Władca ukazany jest jako zdobywca, zwycięski wódz podbijający liczne ziemie, sławny i silny książę. Pojawia się też nawiązanie do zjazdu gnieźnieńskiego i otrzymania korony królewskiej.